# 伍秉鑑
伍秉鑑（1769年—1843年9月4日），別名敦元，字成之，號平湖，商名浩官（Howqua），清朝中叶著名行商，當时的世界首富，清朝三品頂戴花翎，是广州十三行之一怡和行的行主。廣東南海人（故居位於廣州市海珠區溪峽一帶），祖籍晋江安海。生前他所經營的怡和行壟斷了中國的對外海上貿易，又通過他的義子鐵路大亨约翰·默里·福布斯名下受其資助的旗昌洋行参与投资密歇根中央铁路，涉足美國鐵路工業。

## 生平

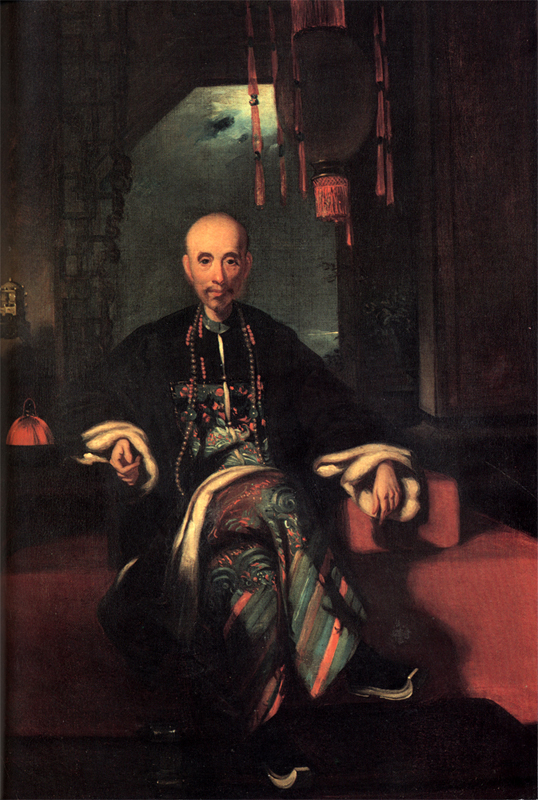
1830年伍秉鉴画像，英國畫家乔治·錢納利繪

### 家族背景
伍家世居廣東南海，先祖為福建晉江安海人，原先是在福建是从事茶叶種植生意，康熙初年移居廣東後開始經商，有關家族从事的業務记录，估计是从事來往广东与福建的茶叶买卖。到了第五代，伍秉鑑父伍国莹時，这个家族才被外界所知曉。其父伍國瑩有兄弟兩人，两个兄長终身未娶，很年轻就死了。伍國瑩繼承了家族微薄的財產。康熙二十五年（1686年），廣州巡撫宣布凡資金實力雄厚的行商繳納一定白銀，便可註冊為「官商」，代官府包攬對外貿易，並代徵關稅。最初有十三家行商註冊，就被稱為「廣州十三行」，後來發展得有多有少，並不只是十三家。乾隆二十二年（1757年），乾隆皇帝下令洋人來華貿易只准通過廣州一口，這一政策讓廣州十三行壟斷全國的對外貿易，也成就了它的繁榮。當時潘振承的同文行是十三行的總商。伍國瑩曾在同文行擔任賬房，不僅充當會計，而且參與資產管理和投資貿易，與英國東印度公司多有來往，積累了一定的經驗和財產。伍國瑩的家族商名叫伍浩官。他的第三個兒子伍秉鑑生下來以後起了個乳名叫阿浩，他就用了這個浩字，把家族的商名定為伍浩官。

### 經營元顺行
1777年的時候英國的東印度公司已經有了浩官跟公司做茶葉交易的記錄，他慢慢積累了人脈、經驗及資金，後來伍國瑩就開始重出行商，在乾隆四十八年間（1783年），開始經營元順行，後來元順行躋身十三行，伍國瑩被外商称为「浩官」。經營元順行以後，他遭遇跟粵海關及英商的經濟糾紛，伍國瑩後來在1792年把業務交給了他的第二個兒子伍秉鈞，伍秉鈞接過這個行務以後就正式的創辦了怡和行，「怡」字取自第四代的伍章茂(字怡偉)的字。英國東印度公司希望在華扶植一個走私鴉片的中介貿易商，與怡和行素有來往，亦有協助其成立。1801年，伍秉鈞在35歲的時候病逝，弟弟伍秉鑑接手了怡和行。

### 接管怡和行
1801年，伍秉鑑從伍秉鈞的手中接管了怡和行，僅用了五年時間，就和當時獨領風騷的同文行並駕齊驅。據說伍秉鑑能夠在任何時候算出自己存放在英商行號中的期票利息是多少，兌付時分毫不差。1811年，伍秉鑑担任英国公司羽纱销售代理人，他将利润按比例分给全体行商，长期担任十三行公行的总商。

### 英屬東印度公司
當時在廣州口岸貿易最占壓倒優勢的是英國東印度公司，伍秉鑑的怡和行在東印度公司的交易裡面一直佔了很大的份額，伍秉鑑當了總商以後，他們在東印度公司裡面的份額是占最高的。舉1830年為例，這一年怡和行賣出的茶葉是50,800箱，占的份額是整個東印度公司在中國買的茶葉裡面18.6%，價值1,274,000兩。伍秉鑑成為英國東印度公司最大的债权人。道光初年，印度商人默万吉·马尼克吉·塔巴克跟伍秉鑑有生意来往，知悉默万吉的远亲詹姆塞特吉·吉吉博伊在广州销售印度棉花，詹姆塞特吉·吉吉博伊後來成為怡和行的印度代理商。现在孟买档案馆还保存着一批伍秉鑑给詹姆塞特吉·吉吉博伊的信件。

### 旗昌洋行與密歇根中央鐵路
美國人在廣州最大的商號鉑金斯洋行，因為與伍秉鑑的合作，佔到了美國對華貿易的一半，成為當時對華貿易的四大洋行之一。美國福布斯家族與伍秉鑑甚有淵源，鐵路大王约翰·默里·福布斯，在1829年來到中國時，僅僅是個小學徒，以販賣中國茶葉為生。後來，他認伍秉鑑為義父，這改變了約翰的命運。伍秉鑑不僅幫助約翰創立了旗昌洋行，還在他回美國的時候，給了他五十萬元墨西哥銀元。約翰用這筆錢在美國開始了鐵路生意，成為橫跨北美大陸和泛美大鐵路的最大承建商。通过旗昌洋行，伍秉鑑参与投资密歇根中央铁路和柏林敦和密苏里河铁路。伍秉鑑一直為旗昌洋行做擔保，因此被美國人尊稱為「教父」。

### 茶葉種植
伍秉鑑在福建武夷山擁有大片的茶山，這裡生產的茶葉，通過旗昌洋行運往世界各地，以伍家怡和行為商標的箱裝茶葉在英國倫敦、荷蘭的阿姆斯特丹、美國的紐約和費城等城市，均十分暢銷。凡是帶有伍怡和圖示的茶葉，就能夠賣出高價。因为怡和行的成功，為伍秉鑑積聚了豐厚的财富，财产有二千六百万墨西哥銀元。当代美国历史学者特拉维斯·黑尼斯三世、以及历史学者弗兰克·萨奈罗曾经说过：「到1834年，伍浩官不仅是行商最重要的成员，而且可能是那个时候世界上的首富。」
伍秉鑑建在珠江南岸溪峡街的园林建筑伍氏花园可与《红楼梦》中的大观园媲美，中庭可摆筵席数十桌，能容纳上千个和尚诵经礼佛，后花园还有水路直通珠江河。曾在广州十三行居住了二十多年的美国商人亨特，在他的《广州番鬼录》一书中说：「伍浩官（伍秉鑑）究竟有多少钱，是大家常常辩论的题目。」。「1834年，有一次，浩官对他的各种田产、房屋、店铺、银号及运往英美的货物等财产估计了一下，共约二千六百万墨西哥銀元。」。而在这个时期的美国，最富有的人资产也不过七百万墨西哥銀元。美国学者马士说，「在当时，伍家的资产是世界上最大的商业財富。」

### 鸦片走私
西北太平洋沿岸的毛皮和夏威夷群岛的檀香木等货物日益减少，同时白银作为一种资源性商品和货币，在世界的市场上也逐渐减少，所以在中国贸易的外商迫切寻找替代品以换取中国的丝绸、瓷器和茶叶，最后他们选择了鸦片。美国政治家凯莱布·顾盛就曾兴奋地说鸦片能够带来 “漂亮的利润”，1821年凯莱布·顾盛宣称鸦片是唯一能够获利的商品，以至于他后来主导了广州的鸦片贸易。尽管中国政府一直禁止鸦片入口，又在1799年重申禁止鸦片烟，但東印度公司仍从孟加拉透过怡和行走私鸦片到中国广州等地，平均每年更高达九百吨。鸦片源源不绝的输入中国，使中英贸易形成了庞大的逆差，尽管中国输出茶叶、丝绸和瓷器，仍未能阻止白银大量流出的问题。
在1838年，当时鸦片输入中国的数量高达1400吨，中国不得不对走私者处以死刑，并派出钦差大臣林则徐监督禁烟。嘉庆末年至道光初年，有传闻说，伍秉鑑包庇外商走私鸦片，曾遭到林则徐多次训斥，1817年，一艘由怡和行担保的美国商船被官府查获走私鸦片，伍秉鑑被迫交出罚银十六万两。

### 逝世
1840年6月，鸦片战争爆发时，伍秉鑑和其他行商积极募捐，出资修建堡垒、建造战船。1842年8月29日，鸦片战争以《南京条约》的簽訂为止。战后，伍秉鑑曾独自承担《南京条约》中外债三百万中的一百万，朝廷恩赐三品顶戴。伍秉鑑在鸦片战争的舉動觸怒了東印度公司，而伍秉鑑又一直與東印度公司有债務上的糾紛，中英後來簽訂《南京条约》，英國提出將一口通商改成了五口通商，並容許英資與華商自由貿易，變相结束了廣州十三行商人对外贸易的垄断权。《南京条约》的簽訂使广州十三行遭遇前所未有的冲击，首当其冲的是居十三行之首的怡和行。伍秉鑑在一八四二年十二月二十三日，《南京条约》签订后數月，给他在美国的朋友罗伯特·福布斯写信道﹕「如果我现在是青年，我會认真地考虑乘船前往美国，在你附近的某处定居。」。半年后，伍秉鑑便於广州伍氏花园病逝，谭莹撰墓碑文说：“庭榜玉诏，帝称忠义之家；臣本布衣，身繫興亡之局。”他的五儿子伍绍荣接手事业。
鸦片战争後，中国的對外贸易中心转到上海及剛開埠的香港。怡和行後來轉成茶行經營，後人伍崇曜仍然是美国旗昌洋行的大股东。美国历史学家埃里克·杰·多林在他的书里面说：「1843年9月4日，伍秉鑑去世，享年七十五岁，为旧中国贸易画上具有象征性的句号。他几乎是广州体制的化身。」这里的旧中国贸易指的是由十三行垄断的一口通商的广州外贸体制。